# Verfassungsreferendum in Ägypten 2007
Am 26. März 2007 wurde in Ägypten ein Verfassungsreferendum abgehalten.
Die vom ägyptischen Präsident Hosni Mubarak und der regierenden Nationaldemokratischen Partei eingebrachten Änderungen an der Verfassung Ägyptens betrafen vor allem die Bürgerrechte, die unter Verweis auf angebliche Bedrohung durch den Terrorismus eingeschränkt wurden. Unter anderem wurde das polizeiliche Abhören und Kontrollieren von privater Telefon-, Brief- und Internetkommunikation legalisiert, und der Präsident erhielt das Recht, Verdächtige vor Sonder- und Militärgerichte statt vor ordentliche Gerichte zu stellen.
Im ägyptischen Parlament stimmten 315 der 454 Abgeordneten für die Änderungen, 108 boykottierten die Abstimmung.
Nach offiziellen Angaben waren 75,9 % der Wähler für die Reformen, mit einer offiziellen Wahlbeteiligung von 27,1 %. Regierungskritiker gaben hingegen eine Wahlbeteiligung von lediglich 3 % an. Hamdien Sabahi von der Partei der Würde bezeichnete die Abstimmung als „öffentliches Begräbnis“ der Verfassung.